# Breadline
Breadline er en ep og en single fra det amerikanske heavy metal-band Megadeth. Ep'en er en 'udvidet' og remixet version af singlen, og blev kun udgivet i Japan. Den indeholder musik fra albummet Risk.
1. "Breadline (Radio Edit)"
2. "Breadline (The Active Mix By Jack Joseph Puig)"
3. "Insomnia (Rhys Fulber Mix)"
4. "Symphony Of Destruction (The Gristle Mix)" – 09:50
5. "Crush 'Em (Jock Mix)" – 05:10
6. "Holy Wars...The Punishment Due (General Schwarzkopf Mix)" – 05:00